# Ka (kana)
か în hiragana sau カ în katakana, (romanizat ca ka) este un kana în limba japoneză care reprezintă o moră. Caracterul hiragana este scris cu trei linii, iar caracterul katakana cu două linii. Kana か și カ reprezintă sunetul pronunție în japoneză [ka].
Originea caracterelor か și カ este caracterul kanji 加.

## Variante
Kana か și カ se pot folosi cu semnul diacritic dakuten ca să reprezintă un alt sunet:
- が sau ガ reprezintă sunetul pronunție în japoneză [ga] (romanizat ca ga)[2]

## Folosire în limba ainu
În limba ainu, katakana カ reprezintă sunetul [ka].

## Forme
| Formă                                   | Rōmaji      | Hiragana        | Katakana        |
| --------------------------------------- | ----------- | --------------- | --------------- |
| Fără semne diacritice: k- (か行 ka-gyō) | Ka          | か              | カ              |
| Fără semne diacritice: k- (か行 ka-gyō) | kaa kā, kah | かあ, かぁ かー | カア, カァ カー |
| Cu semnul dakuten: g- (が行 ga-gyō)     | Ga          | が              | ガ              |
| Cu semnul dakuten: g- (が行 ga-gyō)     | gaa gā, gah | があ, がぁ がー | ガア, ガァ ガー |

## Ordinea corectă de scriere
|                                      |
| Ordinea corectă de scriere pentru か |

|                                      |
| Ordinea corectă de scriere pentru カ |

## Alte metode de scriere
- Braille:

| ・－ －－ －・ |

- Codul Morse: ・－・・